# Nelasiorhynchites apicalis
Nelasiorhynchites apicalis is een keversoort uit de familie Rhynchitidae. De wetenschappelijke naam van de soort is voor het eerst geldig gepubliceerd in 1933 door Voss.